# قاعدة أيج وان
قاعدة أيج وان أو قاعدة أيج 1 هي قاعدة جوية ثانوية عراقية سابقة في جنوب غرب قضاء عانة في محافظة الأنبار غرب العراق.